# شيكو سيلفا
شيكو سيلفا (بالبرتغالية: Francisco Miguel Soares da Silva‏) (9 مايو 1978 في البرتغال - ) هو لاعب كرة قدم برتغالي في مركز الظهير. لعب مع نادي أونياو دا ماديرا ونادي باسوش دي فيريرا ونادي بيلينينسش وديسبورتيفو تروفينسي وU.D. Oliveirense ‏ وفيلانوفنسي ‏.

## وصلات خارجية
- شيكو سيلفا على موقع قاعدة بيانات كرة القدم.إي يو (الإنجليزية)
- شيكو سيلفا على موقع Soccerway.com (الإنجليزية)